# Kampioenschap van Vlaanderen 1967
Il Kampioenschap van Vlaanderen 1967, cinquantaduesima edizione della corsa, si svolse il 14 settembre 1967 su un percorso di 150 km, con partenza e arrivo a Koolskamp. Fu vinto dall'olandese Gerard Vianen della Caballero davanti ai belgi Eddy Van Audenaarde e Gustaaf De Smet.

## Ordine d'arrivo (Top 10)
| Pos. | Corridore           | Squadra                         | Tempo    |
| ---- | ------------------- | ------------------------------- | -------- |
| 1    | Gerard Vianen       | Caballero                       | 3h38'00" |
| 2    | Eddy Van Audenaarde | Groene Leeuw-Pull Over Centrale | s.t.     |
| 3    | Gustaaf De Smet     | Groene Leeuw-Pull Over Centrale | s.t.     |
| 4    | Rik Van Looy        | Willem II-Gazelle-Cynar         | s.t.     |
| 5    | Ward Sels           | Flandria-De Clercq              | s.t.     |
| 6    | Fernand Deferm      | Mann-Grundig                    | s.t.     |
| 7    | Fons De Bal         | Okay Whisky-Diamant             | s.t.     |
| 8    | Jos Haeseldonckx    | Mann-Grundig                    | s.t.     |
| 9    | Tony Daelemans      | Goldor-Gerka                    | s.t.     |
| 10   | Gilbert Maes        | Mann-Grundig                    | s.t.     |